# تنوره (لبنان)
تنوره (به عربی: تنورة) یک منطقهٔ مسکونی در لبنان است که در شهرستان راشیا واقع شده‌است. تنوره ۱٬۰۰۰ متر بالاتر از سطح دریا واقع شده‌است.